# Louise-Émilie de La Tour d'Auvergne
 (octobre 2019).
Si vous disposez d'ouvrages ou d'articles de référence ou si vous connaissez des sites web de qualité traitant du thème abordé ici, merci de compléter l'article en donnant les références utiles à sa vérifiabilité et en les liant à la section « Notes et références ».
Pour les articles homonymes, voir La Tour d'Auvergne.
Louise-Émilie de la Tour d'Auvergne est une religieuse érudite française, née en 1667 et morte à Paris en 1737. Elle est membre de la maison de La Tour d'Auvergne.

## Biographie
Elle est la fille de Frédéric-Maurice de La Tour d'Auvergne (1642-1707), comte d'Auvergne, et de Françoise de Hohenzollern-Hechingen.
Elle a été abbesse de Saint-Rémy de Villers-Cotterêts, puis abbesse de « Mont-Martre-Les-Paris » (1727-1735).
Son administration de l'abbaye de Montmartre se fit sans heurt, mais, malade, elle doit démissionner en février 1737. Catherine de La Rochefoucauld lui succède.

## Hommages
Deux voies parisiennes portent son nom :
- rue Louise-Émilie-de-La-Tour-d'Auvergne
- impasse Louise-Émilie-de-La-Tour-d'Auvergne